# Brime de Urz
Brime de Urz è un comune spagnolo di 149 abitanti situato nella comunità autonoma di Castiglia e León.